# 훌리오 카브레라
훌리오 카브레라는 브라질에 거주하는 아르헨티나 철학자이다. 그는 브라질리아 대학교 철학과의 은퇴한 교수이자 전 학과장이다. 그는 이전에 아르헨티나의 코르도바 국립대학교, 벨그라노 대학교, 그리고 브라질의 산타마리아 연방대학교에서 가르쳤다. 그는 "부정적 윤리"와 영화와 철학에 대한 그의 저서로 가장 잘 알려져 있다. 그가 다루는 다른 철학 분야로는 언어철학, 논리학, 라틴아메리카 철학이 있다.

## 부정적 윤리
그의 책 긍정적 도덕 비판(죽음, 탄생 및 삶의 가치에 대한 반성)에서 훌리오 카브레라는 인간 존재의 가치에 대한 그의 이론을 제시한다. 카브레라에게 인간의 삶은 불가피하고 구성적이며 불리한 삶의 부정적 요소가 있기 때문에 "구조적으로 부정적"이다. 카브레라는 그 중에서 상실, 희소성, 고통, 갈등, 연약함, 질병, 노화, 낙담 및 죽음을 예시한다. 카브레라에 의하면 이러한 요소는 인간 삶의 기본 구조를 형성하며 그는 마르틴 하이데거, 아르투어 쇼펜하우어 및 프리드리히 니체와 같은 사상가들로부터 거리낌없이 영감을 받아 자연주의적 현상학이라는 것을 통해 이를 분석한다. 카브레라는 자신의 작업을 쇼펜하우어와 하이데거를 하나로 묶으려는 시도라고 불렀고, 니체에 반해 존재의 가치에 대한 결정적 판단을 현존재 분석에 도입하고 삶보다 도덕을 우선시했다.
카브레라는 이 현상학적 분석에 의해 인지되는 윤리이론인 부정적 윤리를 개발한다. 그는 윤리에서 비존재에 대한 부당한 편견이 있다고 주장하는데, 그는 이 관점을 "긍정성"이라고 부른다. 긍정적 관점은 존재를 좋은 것으로 여기기에, 특히 비출산과 자살과 같이 이 패권을 위협하는 것들을 항상 나쁜 것으로 간주한다. 애초에 사람이 살아야할지에 대한 급진적인 질문을 하지 않고 사람이 어떻게 살아야할지 묻는 긍정적 윤리를 카브레라는 비판한다. 그는 존재의 구조적 부정성 때문에 다른 사람을 해치지 않고 조종하지 않는 것이 불가능하기에 인간은 근본적으로 "도덕적 실격"이라고 주장한다. 다른 사람을 해치지 않고 조종하지 않는 것을 그는 "최소한의 윤리적 표현"이라고 부른다. 최소한의 윤리적 표현은 우리의 구조적 "도덕적 장애", 즉 우리가 윤리적으로 행동하는 것을 막는 세속적 불편함(특히 고통과 낙담)에 의해 침해된다. 카브레라는 긍정적 도덕이 최소한의 윤리적 표현을 받아들이면서 다른 사람을 해치지 않거나 조종하지 않는 가능성을 배제하는 인간 존재를 구상하기 때문에 자기모순이라고 주장한다. 따라서 그는 긍정적 사회가 기능하기 위해서는 정치로써 최소한의 윤리적 표현을 공통으로 정지시키는 것이 필수적이라고 믿는다.
카브레라의 부정적 윤리는 존재의 부정적 구조에 대한 반응으로 여겨지며, 존재의 도덕적 실격의 본질을 예민하게 인식하고 있다. 카브레라는 아이들이 보통 단순한 미적 대상으로 여겨지고, 그들 자신을 위해서가 아니라 부모를 위해 창조됐으며, 번식행위로 인해 구조적으로 부정적인 삶으로 던져진다고 믿는다. 카브레라는 번식이 해악이며 최고의 조종행위라고 주장한다. 그는 대부분의 긍정적 도덕에 존재하는 의무, 미덕 또는 존중과 같은 정상적인 도덕 개념들을 일관되게 적용하는 것은 반출생주의를 수반한다고 믿는다. 카브레라는 또한 부정적 윤리를 채택하는 인간은 번식을 금해야할 뿐만 아니라 정치적 싸움을 위한 모든 개인적인 프로젝트들을 즉시 중단하거나 그것이 가장 덜 부도덕한 행위 방식이 될때 이타적 자살을 감행함으로써 윤리적 죽음을 기꺼이 감수해야한다고 주장한다.

## 언어철학과 논리철학
카브레라에게 언어철학은 언어가 단순히 무언가를 전달하는 것이 아니라 세계를 이해하는 개념과 구조를 구성하고 구현하는 철학이다. 그는 이 용어의 넓은 의미에서 분석적, 해석적, 현상학적, 형이상학적이라는 네 가지 언어철학을 식별한다. 카브레라는 부정성의 프리즘을 통해 위의 네 가지 유형의 언어철학이 공통적으로 실패하는 점, 즉 의미의 실패에 맞서 싸울 수 없다는 점을 나타낸다. 분석가에게 이 점은 표현의 "무의미함"으로 나타나며, 이는 넘어서는 안 될 한계로 취급된다. 그러나 카브레라에 의하면 이 분석적 객관주의는 시간과 실제 경험과 같은 의미 문제의 근본적인 차원을 배제한다. 현상학은 무의미함의 문제를 완화하지 않고 지향성(분석적 내포성은 본질적으로 객관적인 비진정한 상관관계에 불과함)의 차원으로 분석적 의미론적 지평을 확장한다. 그러나 현상학에는 해석학이 문제에 접근하는 데 더하는 시간성과 역사성, 즉 "오해"가 남아있다. 해석학은 기본적인 "의미의 왜곡"에 빠지는데, 이는 "무의미함"과 "오해"보다 더 강력한 것으로, 칼 마르크스와 지그문트 프로이트의 언어철학으로 대표되는 형이상학적 철학의 주제이다.
카브레라는 언어에 대한 분석적 접근 방식이 객관적이지 않은 모든 것을 부정한다는 이유로 강력히 비판한다. 하지만 그에 의하면, 현상학에서 해석학과 심지어 환상적인 방법으로만 구제하는 치료법(정신분석학적 치료 혹은 공산주의 낙원)에 맞서는 메타비평에 이르기까지 다른 언어철학도 결함이 있다. 카브레라의 언어철학은 유한성과 부정성에 대한 체념으로만 이루어질 수 있는 철학들 간의 대립의 철학이다. 그는 지난 150년 동안 나란히 존재해 온 언어철학 중 어느 것도 그 자체로 인간의 복잡성을 설명할 수 없다고 주장한다. 이런 의미에서 카브레라에게는 모든 이해는 궁극적으로는 자립적인 환상이다.
카브레라의 논리는 종종 세가지 기본원칙과 연결된다. (1) 명제가 다루는 대상은 불확정적이고 일반적이다. (2) 논리는 약간의 노력으로 일반적인 추론에 적용된다. (3) 논리는 어휘적이기보다는 형식적이다. 즉, 언어의 구조적 및 비의미적 연결에 기반한다. 카브레라는 논리적 전통의 이 세가지 기본 전제를 비판하며 이 분야에서 자신의 생각을 구성한다.
이 연구 분야에서의 그의 직관은 다른 이들과 동일하다: 전통의 교차점들은 사고를 풍부하게 하고 인간 조건을 설명하는 데 필수적이다. 따라서 논리적 형식화는 존재에의 사고에 중요한 반면, 인간 존재의 문제는 사고와 논리를 이해하는 데 필수적이다. 이러한 철학 개념은 카브레라가 논리 연구에서 솔 크립키와 마르틴 하이데거, 임마누엘 칸트와 존 오스틴, 루트비히 비트겐슈타인와 장폴 사르트르를 연결한 거의 비이례적인 교차점들 덕분이다.
카브레라의 작업은 형식적 도구를 삶의 실존적 내용과 결합할 것이라는 기대가 있다. 논리의 공허한 일반성에 대한 비판은 이 방향으로 나아가며, 술어 연결의 어휘 논리를 제안하여 어휘 분석에 내용이 가득한 형식적 차원을 부여하고자 시도한다. 어휘 논리의 개념 연결망에 대한 구체적인 작업은 브라질리아 대학교의 물리학자 올라보 레오폴디노 다 실바 필류와 협력하여 개발됐다.
논리학에 대한 그의 작업은 또한 논리학 역사의 개정으로 이어진다. 그의 논리학사에 대한 개요는 다음과 같다. (1) 플라톤의 논리학 개념. (2) 삼단논법과 그 너머의 아리스토텔레스. (3) 중세의 의미연결의 논리. (4) 형식논리학에 대한 현대적 비판: 프랜시스 베이컨, 르네 데카르트, 존 로크, 과학적 방법과 논리학, 철학적 분석과 휴리스틱, 포르루아얄논리학. (5) 고트프리트 빌헬름 라이프니츠의 경우: 공식 역사가 취한 것과 분석하지 않은 것. (6) 임마누엘 칸트: 형식논리학, 초월논리학. (7) 게오르크 빌헬름 프리드리히 헤겔의 운동 논리: 부정에 대한 헤겔의 비판. (8) 존 스튜어트 밀의 귀납논리학. (9) 19세기에서 20세기로 넘어가는 과정에서 나타난 논리학의 세가지 개념: 고틀로프 프레게, 존 듀이, 에드문트 후설, 분석의 논리학, 실용주의, 현상학. (10) 찰스 샌더스 퍼스의 경우: 공식 기록이 취한 것과 분석하지 않은 것.
카브레라는 또한 비형식 논리학 분야에서 논증에 대한 부정적 접근방식을 개발하는데, 이는 그의 부정적 윤리에 대한 비관적인 평행이론이다. 그에게 있어서 논증에 대한 긍정적 접근방식은 철학적 문제가 다른 많은 부적절하고 잘못된 것들 가운데 하나의 해결책이나 적어도 적절한 처리법이 있는 것으로 간주되는 방식이다. 카브레라에 의하면, 긍정적 접근방식에 의하면 철학이 제시하는 답변의 다양성은 어떤 식으로든 "해결"돼야하는 실수이다. 반면에 부정적 접근방식에 의하면 철학이 제시하는 답변의 다양성은 실수가 아니라 가장 자연스러운 발전이다. 논증에 대한 부정적인 접근방식은 자신의 입장과 관점을 고유한 진리가 아니라, 서로를 폐기하지 않고 서로 말하고 비판하는, 접근방식과 관점의 광범위하고 복잡한 전체론적 그물망 내의 여러개 중 하나로 취급하는 것과 관련있다. 그러나 그러한 입장 각각은 방어가능한 근거에 따라 뒷받침되는 관점과 가정에 따라 강력하게 유지될 수 있다.

## 라틴아메리카 철학
카브레라는 라틴아메리카에서와 같이 식민화된 맥락에서 철학을 실천하는 것과 관련된 인식적 불의가 있다고 주장한다. 카브레라는 Unisinos University에서 한 강의에서 철학의 식민화 문제를 간결하고 직접적인 방식으로 설명하기 시작했다.
문제는 그들이 여기와서 그들의 언어로 그들의 철학적 문제에 대해 이야기하고, 우리가 거기에 가서 그들의 언어로 그들의 철학적 문제에 대해 이야기한다는 것이다.

그가 옹호하게 된 핵심 아이디어는 많은 라틴아메리카 국가에서 철학의 현상태는 국제 무대에 종속된 지역 기관에서 철학을 가르치고, 연구하고, 쓰는 방식의 산물이라는 것이다. 이러한 국가들에서의 전문 철학은 유럽(그리고 덜한 정도로 북미) 철학자들에 대한 논평을 중심으로 발전했으며, 이러한 강조는 철학이 유럽 철학자에 대한 언급으로만 이루어지고 라틴아메리카인은 이 패권에 도전하도록 장려되지 않는다는 당연한 귀결로 발전했다. 라틴아메리카 철학에 대한 이러한 억제와 함께 유럽적인 것은 보편적인 반면 라틴아메리카적인 것은 단지 지역적이거나 민족적이라는 생각이 있다. 그는 유럽중심 철학의 패권에 관한 논문들인 "acervo T"("T 컬렉션")의 형태로 진단한다. 카브레라는 이 논문 컬렉션이 대부분의 라틴아메리카 철학자에 의해 암묵적으로 채택된 것으로 이해한다. 이 식민질서에 반대하여 카브레라는 철학의 교육 및 실천에 관한 몇 가지 관행을 제안하고 권고하며, 그 중에는 다음이 있다. (1) 라틴아메리카 출처에 더 많은 관심을 기울여 대륙의 철학사가 지역 철학자들에 의해 계속 무시되지 않고 이 철학자들의 작업이 유럽 출처의 작업만큼 논의되도록 한다. (2) 단순히 라틴아메리카에서의 것이거나 라틴아메리카에 관한 것이 아닌 지역적 출발점이 명시되어 있는 라틴아메리카에서의 철학에 대한 자극. (3) 다른 맥락의 철학자들을 라틴아메리카에 관심있는 토론에 배치하는 차용 관행. 이 관행은 카브레라가 게재된 토론을 유지했던 Enrique Dussel의 작품과 같은 라틴아메리카의 중요한 철학작품들에서 찾을 수 있다.
카브레라는 전통 간의 경계를 넘는 것을 옹호해왔고 분석전통과 대륙전통에서 비롯된 철학들 간의 병치, 마찰 및 토론에서 비롯된 비옥화의 잠재력을 여러차례 제시했다. 시간이 지나며 그는 이 형이상학적 접근 방식을 자신이 라틴아메리카에서의 철학의 식민상태라고 분명히 간주하기 시작한 것에 대한 투쟁의 요소로 만드는 방향으로 확장했다.
그의 책 Diário de um filósofo no Brasil에서 카브레라는 브라질의 자립적 창의적 철학의 문제를 기록한다. 이 책은 브라질의 식민맥락에서 특정한 것에 주의를 기울이는 많은 메커니즘에서 철학적 직관이 억압되는 환경을 설명한다. 이 책은 어딘가에서 철학하는 것이 무엇을 의미하는지 묘사하고 적대적인 환경에서도 번성할 수 있는 철학적 논평에의 대안을 제시하고자 시도한다.
카브레라에게 중요한 것은 라틴아메리카 철학이 어디에서 만들어지는지 이해하는 것이다. 그것은 지적 종속상태에 놓인 침략, 약탈, 지배를 받은 나라들에서 만들어졌다. 그는 이것이 그곳에서 생산된 철학은 모든 유럽 철학과 다르게 만든다고 주장한다. 그리고 어떤 철학도 보편적으로 발생하지 않는다는 것을 강조하는 것이 중요하다. 카브레라는 브라질의 철학, 특히 학계의 학과에서 만들어진 철학은 고전(바르톨로메 데 라스 카사스, 안토니우 비에이라, 플로라 트리스탄, 후안 바우티스타 알베르디, 호세 마르티, 호세 엔리케 로도)과 현대(호세 카를로스 마리아테기, 에드문도 오고만, 레오폴도 제아, 미겔 레온-포르티야, 로베르토 페르난데스 레타마르, 산티아고 카스트로-고메스) 모두에서 라틴아메리카 사상의 근원을 특히 알지 못하고 고립된 전문가 공동체에서만 알려져 있다고 지적한다. 그의 제안은 콜롬버스 이전의 아메리카 원주민 사상에서 시작하여 19세기까지 유럽인(또는 그리스인)을 거치지 않은 사상의 역사에 대한 강의이다. 그 아이디어는 아르투어 쇼펜하우어, 쇠렌 키르케고르, 프리드리히 니체(그리고 그들의 선구자 미셸 드 몽테뉴, 드니 디드로, 장자크 루소)와 같이 주지주의적이고 기독교적인 전통에 도전한 19세기 유럽 철학자들을 아메리카 원주민의 생활과 사고방식에 이미 존재했던 사상을 창조한 것으로 읽는 것이다.